# Stick (musik)
Ett stick är i populärmusik och jazz en del av en låt som kontrasterar mot övriga delar i kompositionen (vers, refräng och eventuell brygga). På engelska kallas sticket för bridge och det förekommer i regel i slutet av låten, före den sista refrängen.

## Beskrivning
Stick brukar oftast bara förekomma en gång, och nästan uteslutande i slutet av låten, före sista refrängen. Detta kan ge en låtstruktur A-A-B-A, där A är strof och refräng och B sticket. Den sista refrängen kommer då i regel direkt efter sticket, som där kan ersätta föregående vers.
Ett stick behöver inte spela över till refrängen.